# Umerziehung
Der Begriff Umerziehung wird und wurde in verschiedenen Zusammenhängen benutzt.

## Reeducation
Die ursprünglich US-amerikanische Bezeichnung Reeducation (englisch re-education), später Reorientation bzw. Re-Orientation, war der Oberbegriff für die Programme im Zusammenhang mit der Entnazifizierung zur Überwindung des Nationalsozialismus. Das Programm hieß „Reconstruction“ bei den Briten, „mission civilisatrice“ bei den Franzosen und „antifaschistisch-demokratische Umgestaltung“ in der Sowjetischen Besatzungszone (SBZ), der späteren DDR.
Die Neue Zeitung wurde nach dem Zweiten Weltkrieg in der amerikanischen Besatzungszone herausgegeben und war von ihren amerikanischen Herausgebern auch als Mittel zur politischen Umerziehung gedacht.

## Zeit des Nationalsozialismus in Deutschland
Nach dem gescheiterten Attentat vom 20. Juli 1944 auf Adolf Hitler wurden 46 Kinder und Jugendliche der Widerstandskämpfer von der Gestapo verschleppt und in das Kinderheim im Borntal in Bad Sachsa gebracht. Geplant war, bis zu 200 Kinder und Jugendliche in Bad Sachsa zu internieren. Sie wurden ihrer Identität beraubt und bekamen neue Namen. Später sollten die jüngeren Kinder zur Adoption in SS-Familien freigegeben werden und die älteren Kinder in Nationalpolitischen Erziehungsanstalten untergebracht werden. Ziel war eine komplette Umerziehung der Kinder für „Führer, Volk und Vaterland“.

## Jugendhilfe in der DDR
Die Spezialheime bildeten eine eigene Organisationsstruktur innerhalb des Heimsystems der Jugendhilfe in der DDR. Aufgabe der Spezialheime war die Umerziehung von Kindern und Jugendlichen im Alter zwischen 6 und 18 Jahren, die als schwererziehbar eingestuft worden waren.
Der Jugendwerkhof war eine Einrichtung im System der Spezialheime der Jugendhilfe in der DDR. Aufgabe des Jugendwerkhofes war die Umerziehung „mit dem Ziel der Heranbildung vollwertiger Mitglieder der sozialistischen Gesellschaft und bewusster Bürger der Deutschen Demokratischen Republik.“

## Ideologische Umpolung mit Hilfe von Druckmitteln
Umerziehung wird zum Teil im Sinne von ideologischer Umpolung mit Hilfe von Druckmitteln verwendet:
- In der Assimilationspolitik
  - z. B. in China, siehe z. B. Umerziehung durch Arbeit
  - Arbeits- und Umerziehungslager in Vietnam, Nordkorea, Kambodscha, zu Nordkorea siehe Kyo-hwa-so.

- Zur Zeit des Nationalsozialismus wurde teils behauptet, die Konzentrationslager dienten der „Umerziehung“.
- Das Pitești-Experiment des rumänischen Geheimdienstes in den Jahren 1949 bis 1952.

## Linkshänder
Vorwiegend früher war die Umerziehung von Linkshändern zu Rechtshändern weit verbreitet.